# Борха, Чико
Эрна́н «Чи́ко» Бо́рха (англ. и исп. Hernan "Chico" Borja; 24 августа 1959, Кито — 25 января 2021[…], Плантейшен, Флорида) — американский футболист, игрок в шоубол и мини-футбол, тренер. Выступал за сборные США по футболу и мини-футболу.

## Биография

### Ранние годы и начало карьеры
Борха родился в столице Эквадора — Кито. В подростковом возрасте переехал в США, где его семья обосновалась в Белвилле, штат Нью-Джерси.
В 1977—1980 годах Борха обучался в Нью-Джерсийском технологическом институте, изучая архитектурное проектирование, и играл за футбольную команду ВУЗа «Эн-джей-ай-ти Хайлендерс» в третьем дивизионе Национальной ассоциации студенческого спорта.

### Клубная карьера
На драфте Североамериканской футбольной лиги 1981 года Борха был выбран под 16-м номером командой «Нью-Йорк Космос». Также выступал за шоубольный состав «Космоса».
В феврале 1983 года Борха был отобран в команду «Тим Америка», куда были собраны игроки сборной США. Из-за травм пропустил несколько матчей в начале сезона.
15 ноября 1984 года контракт Борхи с «Космосом» истёк, после чего игрок подписал трёхлетний контракт с шоубольной командой «Лас-Вегас Американс» из MISL. Однако после сезона 1984/85 «Лас-Вегас Американс» прекратил существование.
В 1985 году Борха присоединился к команде «Уичито Уингс».
В 1987 году перешёл в команду «Лос-Анджелес Лейзерс».
В 1988 году вернулся в «Уичито Уингс». В сезоне 1988/89 стал лучшим ассистентом MISL.
В 1989 и 1990 годах Чико возвращался в большой футбол — выступал за команду «Олбани Кэпиталс», где в 1990 году играл вместе с братьями: Сантьяго и Рамиро.

### Международная карьера
За сборную США по футболу Борха в 1982—1988 годах сыграл 11 официальных матчей и забил три мяча. Дебютировал за звёздно-полосатую дружину 21 марта 1982 года в товарищеском матче со сборной Тринидада и Тобаго. 8 апреля 1983 года в товарищеском матче со сборной Гаити забил свой первый гол за «янки».
Принимал участие в футбольных турнирах Олимпийских игр 1984 и Панамериканских игр 1987.
| Статистика | Статистика       | Статистика                                   | Статистика                       | Статистика | Статистика | Статистика                            |
| №          | Дата             | Место проведения                             | Соперник                         | Счёт       | Голы       | Соревнование                          |
| ---------- | ---------------- | -------------------------------------------- | -------------------------------- | ---------- | ---------- | ------------------------------------- |
| 1          | 21 марта 1982    | Порт-оф-Спейн, Тринидад и Тобаго             | Тринидад и Тобаго                | 2:1        | —          | Товарищеский матч                     |
| 2          | 8 апреля 1983    | «Сильвио Катор», Порт-о-Пренс, Гаити         | Республика Гаити                 | 2:0        | 1          | Товарищеский матч                     |
| —          | 29 июля 1984     | «Стэнфорд Стэдиум», Пало-Алто, США           | Коста-Рика                       | 3:0        | —          | Олимпийские игры 1984                 |
| —          | 2 августа 1984   | «Стэнфорд Стэдиум», Пало-Алто, США           | Египет                           | 1:1        | —          | Олимпийские игры 1984                 |
| 3          | 29 сентября 1984 | Виллемстад, Нидерландские Антильские острова | Нидерландские Антильские острова | 0:0        | —          | Квалификация на чемпионат мира 1986   |
| 4          | 6 октября 1984   | «Биг Арк Стэдиум», Сент-Луис, США            | Нидерландские Антильские острова | 4:0        | —          | Квалификация на чемпионат мира 1986   |
| 5          | 30 ноября 1984   | Нью-Йорк, США                                | Эквадор                          | 0:0        | —          | Товарищеский матч                     |
| 6          | 15 мая 1985      | «Биг Арк Стэдиум», Сент-Луис, США            | Тринидад и Тобаго                | 2:1        | 1          | Квалификация на чемпионат мира 1986   |
| 7          | 19 мая 1985      | Торранс, США                                 | Тринидад и Тобаго                | 1:0        | —          | Квалификация на чемпионат мира 1986   |
| —          | 30 мая 1987      | Фентон, США                                  | Канада                           | 3:0        | —          | Квалификация на Олимпийские игры 1988 |
| —          | 9 августа 1987   | Индианаполис, США                            | Тринидад и Тобаго                | 3:1        | —          | Панамериканские игры 1987             |
| —          | 12 августа 1987  | Индианаполис, США                            | Сальвадор                        | 0:0        | —          | Панамериканские игры 1987             |
| 8          | 14 мая 1988      | «Оранж Боул», Майами, США                    | Колумбия                         | 0:2        | —          | Товарищеский матч                     |
| —          | 25 мая 1988      | Индианаполис, США                            | Сальвадор                        | 4:1        | —          | Квалификация на Олимпийские игры 1988 |
| 9          | 3 июня 1988      | Сан-Диего, США                               | Чили                             | 1:3        | 1          | Товарищеский матч                     |
| 10         | 7 июня 1988      | Альбукерке, США                              | Эквадор                          | 0:1        | —          | Товарищеский матч                     |
| 11         | 24 июля 1988     | Национальный стадион, Кингстон, Ямайка       | Ямайка                           | 0:0        | —          | Квалификация на чемпионат мира 1990   |

За сборную США по мини-футболу Борха в 1992—1995 годах сыграл 11 матчей и забил семь мячей. На чемпионате мира 1992 помог сборной завоевать серебряные медали.

### Постспортивная деятельность
После завершения игровой карьеры Борха занялся тренерской деятельностью. В 1994 году тренировал команду «Хьюстон Хотшотс» из Континентальной лиги шоубола. В 1995 году начал тренировать клуб «Хьюстон Форс» из USISL Pro League, но тот прекратил существование после единственного матча. Тренировал команды старших школ Хьюстона. Позднее переехал в Плантейшен, штат Флорида, где продолжил тренировать и работал помощником директора старшой школы.
Чико Борха скончался 25 января 2021 года в возрасте 61 года после продолжительной борьбы с раком.

## Достижения
Командные
 «Нью-Йорк Космос»
- Чемпион Североамериканской футбольной лиги (обладатель «Соккер Боула»): 1982
- Победитель регулярного чемпионата Североамериканской футбольной лиги: 1981, 1982